# Paris (Idaho)
Paris város az USA Idaho államában. Lakosainak száma 541 fő (2020. április 1.).

## Népesség
A település népességének változása:
| Lakosok száma | 576  | 513  | 541  |
|               | 2000 | 2010 | 2020 |